# ويليام بلاك (معلم موسيقى)
ويليام بلاك (بالإنجليزية: William Black)‏ هو معلم موسيقى وعازف بيانو أمريكي، ولد في 23 فبراير 1952، وتوفي في 10 ديسمبر 2003.